# Chick Hearn

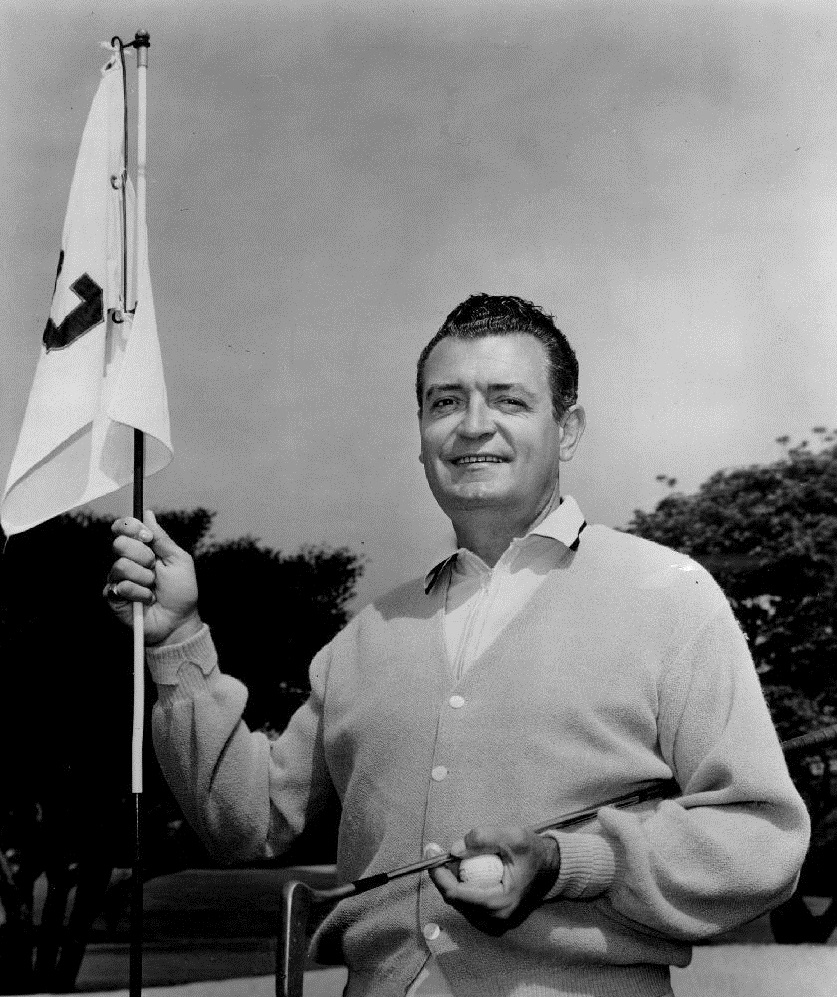
Chick Hearn (1963)

Francis Dayle „Chick“ Hearn (* 27. November 1916 in Aurora, Illinois; † 5. August 2002 in Northridge, Kalifornien) war ein US-amerikanischer Sportreporter. Zwischen dem 21. November 1965 und dem 16. Dezember 2001 kommentierte er insgesamt 3.338 Spiele der Los Angeles Lakers in Folge, bevor er einige Spiele nach einer medizinischen Operation aussetzen musste.
Hearns bildreicher Sprachstil machte ihn zu einer Ikone der US-amerikanischen Kommentatorenlandschaft. Einige der bekanntesten Basketball-Floskeln wurden durch ihn populär, so zum Beispiel „slam dunk“ und „air ball“.
1986 erhielt Hearn einen Stern auf dem Hollywood Walk of Fame. Im Jahr 2003 wurde er in die Naismith Memorial Basketball Hall of Fame aufgenommen.
Hearn starb am 5. August 2002 an den Folgen einer Kopfverletzung, die er sich drei Tage zuvor bei einem Sturz zugezogen hatte. Er wurde auf dem Friedhof „Holy Cross Cemetery“ in Culver City, Kalifornien begraben.